# Étables-sur-Mer
Étables-sur-Mer (bretonisch Staolⓘ) ist eine Ortschaft und eine Commune déléguée in der französischen Gemeinde Binic-Étables-sur-Mer mit 3.184 Einwohnern (Stand 1. Januar 2022) im Département Côtes-d’Armor in der Region Bretagne.  Die Einwohner werden Tagarins und Tagarines genannt.

## Geografie
Étables-sur-Mer liegt an der Bucht von Saint-Brieuc und ist landwirtschaftlich geprägt. Zur Gemeinde gehören die Strände Plage des Godelins, Plage du Moulin und der Plage du Vau Chaperon. 

## Geschichte
Die Gemeinde hieß früher Étables-les-Grottes, was eine Anspielung an die Höhlen in der Umgebung war.
Die Gemeinde Étables-sur-Mer wurde mit Wirkung vom 1. März 2016 mit der früheren Gemeinde Binic fusioniert und zur Commune nouvelle Binic-Étables-sur-Mer zusammengelegt. Sie gehörte zum Arrondissement Saint-Brieuc und zum Kanton Plouha.

### Bevölkerungsentwicklung
| Jahr                       | 1962 | 1968 | 1975 | 1982 | 1990 | 1999 | 2007 | 2016 |
| Einwohner                  | 1928 | 1954 | 2041 | 2039 | 2121 | 2514 | 2950 | 3078 |
| Quellen: Cassini und INSEE |      |      |      |      |      |      |      |      |

## Baudenkmäler
Siehe: Liste der Monuments historiques in Binic-Étables-sur-Mer

## Persönlichkeiten
- Théodore Guérin, katholische Ordensfrau und Heilige